# آلپاین ای۱۱۰
آلپاین ای۱۱۰ (Alpine A۱۱۰) خودرویی است که در سال‌های ۱۹۶۱ تا ۱۹۷۳تولید شده‌است.
این خودرو در کلاس خودرو اسپورت قرار گرفته و طراحی آن خودروهای موتور عقب-محور عقب بوده وزن آن در حالت طبیعی ۸۰۶ کیلوگرم (۱٬۷۷۷ پوند) است. سیستم جعبه‌دندهٔ آن ۵ دنده به صورت دستی است.